# Cuota de mercado
En el área de dirección estratégica y mercadotecnia, cuota de mercado es la fracción o porcentaje que se tendrá del total de  mercado disponible o del segmento del mercado que está siendo suministrado por la compañía.
Puede ser expresado como un porcentaje de las ventas de la compañía (en el  mercado) dividido por las ventas totales disponibles en el mercado o también se puede expresar como el total de unidades vendidas por la compañía partido por las unidades vendidas en el mercado.
La cuota de mercado es uno de los objetivos más comunes utilizados en una empresa (otros objetivos son el retorno de la inversión (ROI), Retorno sobre el Activo (ROA) y objetivo de beneficios). La principal ventaja de utilizar la cuota de mercado es que se abstrae de las variables del entorno relativas a la industria como el estado de la economía, inflación, PIB o cambios en la política de impuestos.

## Determinación de la cuota de mercado
La hipótesis más comúnmente extendida es que la cuota de mercado se determina a partir del "esfuerzo de márketing" realizado por la empresa, de tal manera que la cuota sería proporcional a la fracción del esfuerzo realizado:

(1){\displaystyle S_{i}={\frac {M_{i}}{\sum _{j}M_{j}}}\leq 1}

Donde {\displaystyle \scriptstyle M_{i}} representan los esfuerzos de marketing de la empresa i en un determinado período. Para que la cruda fórmula anterior sea capaz de explicar habría que aclarar como se mide el "esfuerzo de mercado" en términos de calidad, gasto en publicidad, capacidad de distribución. Algunos autores han propuesto para dicho esfuerzo de márqueting:

(*){\displaystyle M_{i}={\frac {R_{i}^{\rho _{i}}D_{i}^{\delta _{i}}A_{i}^{\alpha _{i}}}{P_{i}^{\pi _{i}}}}}

Donde:
{\displaystyle R_{i}\,}, indicador de la calidad del producto.
{\displaystyle P_{i}\,}, precio del producto.
{\displaystyle A_{i}\,}, gastos de publicidad y promoción.
{\displaystyle D_{i}\,}, gastos de distribución y de fuerza de ventas.
{\displaystyle \rho _{i},\delta _{i}\,}, elasticidad de la calidad y la elasticidad de la distribución.
{\displaystyle \alpha _{i},\pi _{i}\,}, elasticidad de la publicidad y elasticidad del precio.
Además pueden introducirse factores que midan la eficiacia de la publicidad y la distribución, introduciendo la expresión (*) para el esfuerzo de marketing desagregado en (1), y teniendo en cuenta el factor precio se tiene una expresión del tipo:

(2){\displaystyle S_{i}={\frac {R_{i}^{\rho _{i}}(a_{i}A_{i})^{\alpha _{i}}(d_{i}D_{i})^{\delta _{i}}P_{i}^{-\pi _{i}}}{\sum _{k}R_{k}^{\rho _{k}}(a_{k}A_{k})^{\alpha _{k}}(d_{k}D_{k})^{\delta _{k}}P_{k}^{-\pi _{k}}}}\leq 1}

Las magnitudes anteriores se suponen medidas en un período determinado, y pueden variar de un período considerado a otro, aunque en la fórmula anterior se ha omitido la dependencia temporal para no sobrecargar la notación. El subíndice i indica que la magnitud se refiere a la empresa i-ésima. Las magnitudes adicionales que intervienen en esta fórmula son:
a empresa. 
{\displaystyle a_{i}\,}, índice de la efectividad de la publicidad, para una empresa promedio {\displaystyle a_{i}=1\,}, {\displaystyle a_{i}>1\,} para una empresa más eficiente que la media y {\displaystyle a_{i}<1\,} para una menos eficiente que la media.
{\displaystyle d_{i}\,}, índice de la efectividad de la distribución, nuevamente para una empresa promedio {\displaystyle d_{i}=1\,}.
Esta fórmula resume los principales condicionantes de la cuota de mercado de la empresa (gastos en actividades de marketing, variables de marketing mix, efectividad de esas acciones y la elasticidad de esas acciones y de las variables); igualmente esta fórmula se podría completar aún más teniendo en cuenta:
El área geográfica donde se realizan los gastos de marketing,
El efecto retardo de las actividades de marketing,
Efectos sinergicos del marketing mix.